# Велла-Джеймс, Альфред
Альфред Велла-Джеймс (англ. Alfred Vella-James; 17 декабря 1933 — 31 января 2012) — мальтийский футболист, полузащитник. Сыграл один матч за сборную Мальты.

## Биография
Родился 17 декабря 1933 года в городе Бирзеббуджа. В детстве переехал с семьёй в Гзиру. Заниматься футболом начинал в государственной школе Гзиры, откуда его пригласили в молодёжную команду «Флорианы». На взрослом уровне дебютировал за команду в сезоне 1956/57, сыграв в дебютный сезон 11 матчей в чемпионате Мальты. В составе «Флорианы» Велла-Джеймс провёл большую часть своей карьеры, дважды становился чемпионом и 5 раз обладателем Кубка Мальты, а также принимал участие в еврокубках.
8 марта 1959 года дебютировал за сборную Мальты, отыграв весь матч в товарищеской встрече против Туниса, однако в дальнейшем в сборную не вызывался. По итогам сезона 1958/59 был признан игроком года на Мальте.
Большую часть сезона 1965/66 Велла-Джеймс пропустил из-за травмы. В следующем сезоне он сыграл 8 матчей за «Флориану», после чего покинул команду и следующие несколько лет выступал за клубы низших лиг «Зуррик» и «Лия Атлетик». Завершил карьеру в 1972 году.

## Достижения
«Флориана»
- Чемпион Мальты (2): 1957/58, 1961/62
- Обладатель Кубка Мальты (5): 1956/57, 1957/58, 1960/61, 1965/66, 1966/67

### Личные
- Футболист года на Мальте: 1958/59